# Sternostena
Sternostena là một chi bọ cánh cứng trong họ Chrysomelidae.
Chi này được miêu tả khoa học năm 1910 bởi Weise.

## Các loài
Các loài trong chi này gồm:
- Sternostena antebasalis Uhmann, 1939
- Sternostena basalis (Baly, 1864)
- Sternostena costaricana Uhmann, 1938
- Sternostena laeta Weise, 1910
- Sternostena lateralis Pic, 1932
- Sternostena triangularis Uhmann, 1931
- Sternostena varians Weise, 1910